# Paulo Neves
Paulo Alexandre de Sousa Neves (Funchal, Madeira, 9 de julho de 1967) é um professor do ensino superior, ex-jornalista e político português. Atualmente, é deputado à Assembleia da República, eleito pelo círculo da Madeira nas listas do Partido Social Democrata (PPD/PSD).

## Biografia

### Percurso académico e profissional
É licenciado em Psicologia (1992) e em Psicologia Social e das Organizações (2009) e mestre em Comportamento Organizacional(1993) e em Psicologia das Organizações (2009) pelo Instituto Superior de Psicologia Aplicada (ISPA). Enveredou pelo jornalismo, tendo sido diretor do Diário de Notícias da Madeira entre 1997 e 1998, cofundador e diretor-adjunto do semanário Euronotícias e jornalista de economia e política na Rádio Renascença de 1999 a 2013. Foi professor no Instituto Português de Administração e Marketing, no Instituto Superior de Novas Profissões (1996–2003), na Universidade Moderna (1998–2001) e no ISPA (1998–2012). Foi ainda cônsul honorário de São Tomé e Príncipe entre 1998 e 2009 e é presidente do Instituto para a Promoção e Desenvolvimento da América Latina desde 2006.

### Assembleia da República
Foi o terceiro candidato do PPD/PSD pelo círculo da Madeira nas eleições legislativas de 2015, tendo sido eleito. Enquanto deputado é membro da Comissão de Negócios Estrangeiros e Comunidades Portuguesas e suplente da Comissão de Economia, Inovação e Obras Públicas.
Em abril de 2018, foi um dos deputados insulares envolvidos numa polémica sobre alegado uso indevido de subsídios públicos, por utilizarem dois subsídios que visavam os mesmos fins. Estes deputados recebiam, por inerência ao cargo, um subsídio de deslocação à respetiva morada fiscal (calculado em função da distância entre o Parlamento e o local de residência), mas levantavam ainda um subsídio atribuído a todos os ilhéus e que cobre parte do preço das viagens aéreas entre os arquipélagos e Portugal Continental.
Será o quarto candidato do PPD/PSD pela Madeira nas eleições legislativas de 2019.